# Lê Công Vinh
Lê Công Vinh (sinh ngày 10 tháng 12 năm 1985) là một cựu cầu thủ bóng đá người Việt Nam. Anh được xem là một trong những cầu thủ xuất sắc nhất lịch sử bóng đá Việt Nam, và là người nắm giữ kỷ lục ghi nhiều bàn thắng nhất cho đội tuyển quốc gia. Thời còn thi đấu, Công Vinh chơi ở vị trí tiền đạo và từng là đội trưởng đội tuyển Việt Nam. Anh đã có ba lần nhận giải thưởng Quả bóng vàng Việt Nam vào các năm 2004, 2006 và 2007. Năm 2020, Công Vinh được Liên đoàn Bóng đá Châu Á (AFC) vinh danh là 1 trong 5 huyền thoại của bóng đá Đông Nam Á . 
Năm 2014, Công Vinh kết hôn với ca sĩ Thủy Tiên và vợ chồng anh đã có một cô con gái. Ngày 8 tháng 12 năm 2016, Công Vinh tuyên bố chính thức giã từ sự nghiệp bóng đá ở tuổi 31.

## Thời thơ ấu
Lê Công Vinh sinh ra ở xã Quỳnh Lâm, huyện Quỳnh Lưu, tỉnh Nghệ An. Anh là con trai duy nhất của ông Lê Công Duệ và bà Hồ Thị Tuệ, trên anh còn có hai chị gái và sau là một người em út. Trung Kiên (ngày 30 tháng 3 năm 2020). "'Huyền thoại' Lê Công Vinh: Tài năng hay không tài năng?". Báo Nghệ An điện tử. Lưu trữ bản gốc ngày 29 tháng 11 năm 2022. Truy cập ngày 25 tháng 2 năm 2022.</ref> Lúc chị em Vinh còn nhỏ, vì gia cảnh khó khăn, mẹ đi làm xa nhà nên chủ yếu nhờ bàn tay bố chăm sóc cả gia đình. Một lần đi trên đường, bố Vinh bị xe khách va chạm khiến ông bị thương nặng, tiền thuốc thang, viện phí khiến gia đình gần như khánh kiệt. Vì vậy, sau khi bình phục, bố của Vinh đã phạm sai lầm lớn khi liều lĩnh đi buôn ma túy với khát vọng đổi đời. Ngay từ lần đầu tiên, ông đã bị bắt và phải chịu án 12 năm tù (sau này nhờ cải tạo tốt nên được giảm xuống còn 8 năm), khi ấy Công Vinh mới 13 tuổi. Do bố bị đi tù nên gia cảnh nhà Công Vinh đã khó khăn lại càng khó khăn hơn.
Ngoài bóng đá, Lê Công Vinh đã từng có ước mơ trở thành một sĩ quan quân đội, tuy vậy hoàn cảnh gia đình đã khiến anh phải gác lại giấc mơ quân ngũ và theo đuổi nghiệp bóng đá.

## Khởi đầu sự nghiệp
Lê Công Vinh bắt đầu tập luyện bóng đá từ năm 12 tuổi. Khi thi tuyển vào đội trẻ của Sông Lam Nghệ An, Công Vinh xếp gần cuối trong nhóm 25 người được chọn khi bị đánh giá là không có nhiều triển vọng, cả kỹ thuật và tâm lý đều chưa vững. Do bị đánh giá thấp, tuổi đời còn trẻ cộng thêm hoàn cảnh gia đình nên anh từng có ý định bỏ bóng đá để về phụ giúp kinh tế cho gia đình nhưng huấn luyện viên Hà Thìn từ chối do các cầu thủ lứa U-15 bỏ khá nhiều. Sau này, chỉ còn ba cầu thủ trong lứa ấy còn trụ lại với U-15 là Lê Công Vinh, Trần Đức Cường và Nguyễn Hồng Tiến; cả ba được đôn lên tập cùng đội trẻ với lứa của Phạm Văn Quyến và Phan Như Thuật.
Năm 2001, Công Vinh thi đấu giải trẻ đầu tiên trong màu áo đội U-16 Sông Lam Nghệ An. Năm 2002, sau khi giúp U-18 SLNA giành chức vô địch giải U-18 toàn quốc tổ chức tại Khánh Hòa, anh được đem cho đội Quảng Ninh (lúc đó còn thi đấu ở giải hạng Nhì) mượn trong vòng một năm nhằm tích lũy kinh nghiệm thi đấu.
Năm 2002 tại An Giang, Công Vinh trở thành đầu tàu giúp đội U-21 SLNA lọt đến trận chung kết giải U-21 quốc gia, và chỉ chịu thất bại 0–1 trước Đà Nẵng bởi bàn thắng duy nhất của Huỳnh Quốc Anh. Công Vinh cũng là vua phá lưới của giải năm đó với 5 bàn thắng, khi ấy anh chỉ mới 17 tuổi.

## Sự nghiệp câu lạc bộ

### Sông Lam Nghệ An

###### 2002-03

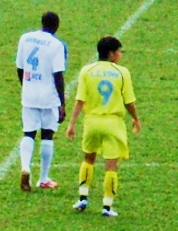
Lê Công Vinh trong màu áo Sông Lam Nghệ An.

Năm 18 tuổi, Công Vinh được đôn lên đội một của Sông Lam Nghệ An. Tưởng như anh sẽ bị đem cho câu lạc bộ Thừa Thiên Huế mượn khi không thể chen chân vào đội hình chính thì bước ngoặt đã xảy ra, khi Vinh được chọn để thi đấu tại giải giao hữu JVC Cup 2003 (ở giải đấu này Văn Quyến, Thanh Hoàn và Quốc Vượng thi đấu trong màu áo Olympic Việt Nam do ông Alfred Riedl làm huấn luyện viên). Dưới sự dẫn dắt của huấn luyện viên tạm quyền Nguyễn Hữu Thắng (thay cho ông Nguyễn Thành Vinh được chọn làm trợ lý của ông Alfred Riedl), Công Vinh đã ghi một cú đúp trong trận chung kết giúp Sông Lam Nghệ An lội ngược dòng thắng 2–1 trước câu lạc bộ Perak (Malaysia), qua đó nâng cao chiếc cúp vô địch. Bản thân Công Vinh cũng giành danh hiệu vua phá lưới với 4 bàn thắng, đồng thời sở hữu danh hiệu cầu thủ xuất sắc nhất giải. Nhờ màn thể hiện tốt tại giải đấu đó, anh được huấn luyện viên Alfred Riedl gọi bổ sung vào đội tuyển Olympic Việt Nam dự SEA Games 22 cùng với Phan Như Thuật. Cuộc chuyển nhượng đi Huế không diễn ra khi SLNA thay đổi quyết định bằng cách bán Phan Thanh Hoàn cho Huế thay vì Công Vinh. Mùa giải 2004
Ở mùa giải chuyên nghiệp đầu tiên cho SLNA, anh ghi bàn thắng đầu tiên của mình ở V.League vào lưới Đồng Tháp vào ngày 8 tháng 2 năm 2004. Anh kết thúc mùa giải với 11 bàn thắng trong khi SLNA cán đích ở vị trí thứ 4, cùng với đó trở thành vua phá lưới Cúp Quốc gia với 5 bàn thắng. Nhờ những thành tích ấn tượng trên, Công Vinh trở thành cầu thủ đầu tiên và duy nhất trong lịch sử bóng đá Việt Nam nhận cú đúp giải thưởng "Cầu thủ trẻ xuất sắc nhất năm" và Quả bóng vàng Việt Nam trong cùng một mùa bóng. Đây cũng là lúc Công Vinh bắt đầu nhận được những lời chào mời từ những đội bóng khác, thậm chí là những đội bóng từ Nhật Bản và Ả Rập Xê Út với mức lương từ 8.000 tới 10.000 USD/tháng.

#### 2005
Mùa giải thứ 2 tại SLNA chứng kiến lần đầu tiên Công Vinh được khoác chiếc áo 9, số áo đã làm nên thương hiệu của anh sau này (mùa giải trước đó anh khoác áo số 11). Công Vinh cùng Phạm Văn Quyến trở thành cặp tiền đạo trẻ đầy triển vọng của đội chủ sân Vinh nói riêng và bóng đá Việt Nam nói chung. Những người yêu bóng đá Việt Nam và đặc biệt là xứ Nghệ cũng bắt đầu truyền miệng câu nói "Quyến bẩm sinh, Vinh khổ luyện" để miêu tả về hai niềm tự hào của lò đào tạo SLNA. Thế nhưng mùa giải này, do mất đi 2 ngôi sao lừng lẫy Văn Quyến, Lê Quốc Vượng vì Đại án Bacolod nên SLNA chỉ cán đích ở vị trí thứ 6 trên bảng xếp hạng V.League, bản thân anh đã đóng góp 7 bàn thắng cho câu lạc bộ.

#### 2006-07
Sau SEA Games 23, Công Vinh trở thành ngôi sao số 1 tại câu lạc bộ do Văn Quyến hay Quốc Vượng vướng vào vòng lao lý, tù tội. Thi đấu nổi bật với 20 bàn thắng chia đều cho 2 mùa V.League 2006 và 2007 nhưng anh không thể có được một danh hiệu tập thể nào. Bù lại, đây là 2 năm rực rỡ nhất về mặt thành tích cá nhân của Công Vinh khi giành giải Cầu thủ xuất sắc nhất V.League trong cả hai năm, đồng thời danh hiệu Quả bóng vàng Việt Nam các năm 2006 và 2007 đều thuộc về anh; cho đến nay, Công Vinh là cầu thủ duy nhất trong lịch sử giành được giải thưởng cá nhân này trong 2 năm liên tiếp.

#### 2008
Giống năm 2006 và 2007, dù là một mùa giải bết bát khi Sông Lam Nghệ An chỉ cán đích ở vị trí thứ 9 khi mùa giải hạ màn. Tuy nhiên anh vẫn là cây săn bàn số 1 của câu lạc bộ với 11 bàn thắng. Vào thời điểm này, Sông Lam Nghệ An gặp nhiều khó khăn về mặt tài chính nên đành phải bán Công Vinh cho đội bóng mới lên hạng khi ấy là Hà Nội T&T. Công Vinh phải chia tay đội bóng quê hương sau 5 mùa giải gắn bó với 58 pha lập công trên mọi đấu trường, trong đó có 49 bàn thắng tại V.League.

### Hà Nội T&T

#### 2009

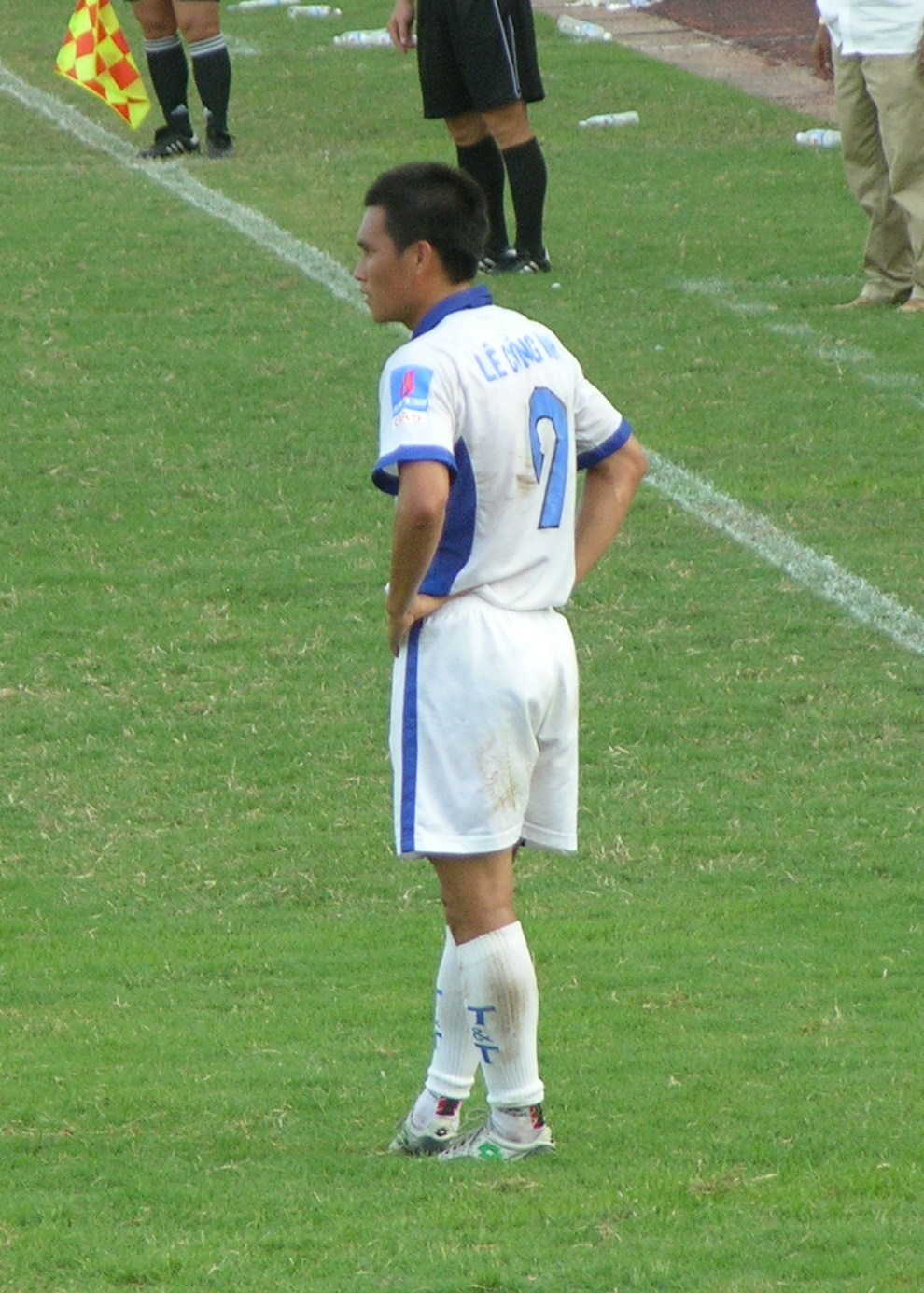
Lê Công Vinh trong màu áo T&T Hà Nội mùa giải V.League 2009, trận đấu giữa Khatoco Khánh Hòa và T&T Hà Nội tại Sân vận động Nha Trang.

Vào ngày 26 tháng 10 năm 2008, Công Vinh chính thức ký hợp đồng với Hà Nội T&T với khoản tiền kỷ lục 8 tỷ đồng cùng mức lương không dưới 40 triệu đồng một tháng. Thêm vào đó, T&T Hà Nội còn phải trả cho Sông Lam Nghệ An 500 triệu đồng phí đào tạo. Bàn thắng đầu tiên của Công Vinh cho T&T Hà Nội là vào ngày 15 tháng 2 năm 2009 ở vòng 2 V.League vào lưới SHB Đà Nẵng trong chiến thắng 1-0 trước đội bóng này đến từ một cú đánh đầu. Vòng 13 V.League, Công Vinh có lần đầu tiên được đeo băng thủ quân cho đội trong trận gặp Xi măng Hải Phòng. Vào ngày 21 tháng 6 năm 2009, ở vòng 17 V.League, Công Vinh có lần đầu lập được một cú poker khi anh ghi 4 bàn vào lưới Xi măng Công Thanh Thanh Hoá giúp Hà Nội T&T thắng 4-1, anh cũng là cầu thủ nội đầu tiên trong lịch sử V.League làm được điều này. Công Vinh kết thúc mùa giải với 14 bàn thắng cho T&T, trở thành chân sút nội xuất sắc nhất V.League 2009, đồng thời giúp đội bóng cán đích ở vị trí thứ tư chung cuộc.

#### Cho mượn tại Leixões SC
Công Vinh là cầu thủ Việt Nam đầu tiên được thi đấu ở một trong những giải đấu chuyên nghiệp hàng đầu ở châu Âu là giải vô địch Bồ Đào Nha. Anh hoàn tất thủ tục ký hợp đồng ngắn hạn với câu lạc bộ Leixões SC, đồng nghĩa với việc phải bỏ lỡ vòng đấu cuối cùng của V.League 2009 và từ bỏ cơ hội cạnh tranh danh hiệu Vua phá lưới (chung cuộc anh chỉ kém vua phá lưới năm đó là Lazaro của Quân khu 4 và Gaston Merlo của SHB Đà Nẵng đúng 1 bàn). Sự kiện này đã thu hút sự quan tâm từ truyền thông quốc tế.
Lê Công Vinh đã ghi hai bàn thắng trong các trận đấu giao hữu đầu tiên ở câu lạc bộ mới gặp Custóias và Padroense. Huấn luyện viên của Leixoes SC José Mota đã nhận xét anh có tầm quan sát chiến thuật tốt, khả năng di chuyển hay, nhưng có bất lợi về thể hình. Tại giải vô địch Bồ Đào Nha, Công Vinh bắt đầu được đăng ký vào danh sách dự bị trong trận gặp Porto, và ra sân trong trận đấu chính thức đầu tiên gặp UD Leiria vào ngày 4 tháng 10 (trận này Leixoes thắng 3-2), nơi anh đã chơi trong cả trận ở vị trí tiền vệ trái. Ở trận đấu chính thức thứ hai của anh, trận đấu mà Leixoes tiếp Casa Pia AC trên sân nhà tại Cúp Quốc gia Bồ Đào Nha, anh là người đã ghi bàn thắng mở tỉ số trong chiến thắng chung cuộc 2-1 của đội nhà.
Ngày 31 tháng 12 năm 2009, anh kết thúc thời gian thi đấu 4 tháng cho câu lạc bộ Bồ Đào Nha.

#### 2010
Mùa giải V.League 2010, Công Vinh được tin tưởng giao băng đội trưởng của Hà Nội T&T (lúc này mới đổi tên từ T&T Hà Nội); anh ghi bàn đầu tiên vào ngày 7 tháng 3 năm 2010 vào lưới Nam Định trong chiến thắng 2-0 của đội trên sân nhà. Nhưng trong mùa giải này, Lê Công Vinh đã để lại một ấn tượng xấu với hành động "vái lạy" trọng tài Vũ Bảo Linh trên sân Cao Lãnh, hành vi khiến anh bị ban kỷ luật của VFF treo giò 3 trận và phạt 10 triệu đồng. Công Vinh cũng đã nhen nhóm ý định giải nghệ sau án phạt này, nhưng trước áp lục dư luận, anh đã lên tiếng xin lỗi người hâm mộ và trọng tài Vũ Bảo Linh. Ngoài ra, anh còn phải chịu án kỷ luật nội bộ khi bị ban huấn luyện đội bóng tước băng đội trưởng. Trong một chia sẻ sau này, Công Vinh đã thừa nhận đây là vết đen lớn nhất trong sự nghiệp của chính anh.
Trong một buổi tập cùng Hà Nội T&T, Công Vinh đã bị chấn thương nặng và sau đó anh được xác định là đã chấn thương dây chằng đầu gối. Chấn thương này đã khiến anh phải nghỉ toàn bộ phần còn lại của V.League 2010 cũng như lỡ cơ hội dự AFF Cup và phải sang Bồ Đào Nha để chữa trị. Nhiều ý kiến đồn đoan cho rằng với chấn thương kể trên, Vinh thậm chí có thể phải giải nghệ.

#### 2011
Ngày 18 tháng 2 năm 2011, sau hơn 8 tháng phải nghỉ thi đấu vì chấn thương, Công Vinh đã quay trở lại thi đấu trong trận gặp câu lạc bộ SHB Đà Nẵng ở vòng 3 V.League 2011.
Ngày 9 tháng 4 năm 2011, Công Vinh lập cú đúp trong trận thắng 4-0 trước Navibank Sài Gòn, đây cũng là bàn thắng đầu tiên của anh tại V.League sau gần 1 năm bị chấn thương trong đó có một bàn từ cú đá phạt trực tiếp ngoài vòng cấm và một bàn trên chấm phạt đền. Ngày 16 tháng 7 năm 2011, Công Vinh tiếp tục lập một cú đúp và có một đường kiến tạo thành bàn trong trận thắng 7-1 của Hà Nội trước Tập đoàn Cao su Đồng Tháp ở vòng 22 V.League. Ngày 14 tháng 8, Công Vinh tỏa sáng với một bàn thắng ở phút 69 giúp Hà Nội T&T hạ gục Vicem Hải Phòng với tỉ số 1-0. Trận thắng này giúp Hà Nội T&T có được 45 điểm trên bảng xếp hạng sau 25 vòng đấu (kém Sông Lam Nghệ An 3 điểm nhưng hơn về hiệu số bàn thắng) và tạo nên một trận "chung kết" kịch tính trên sân Vinh khi 2 đội gặp nhau ở vòng đấu cuối.
Ngày 28 tháng 8 năm 2011, ở trận đấu thuộc vòng 26 trên sân Vinh, Công Vinh đã tạo ra được một vài cơ hội trong đó có một cú sút phạt khá nguy hiểm, đưa bóng đi sạt cột dọc khung thành ở phút 24, tuy vậy anh  không ghi được bàn thắng và bị thay ra ở hiệp 2. Trận đấu khép lại với tỉ số hòa 1-1 và Sông Lam Nghệ An giành chức vô địch V.League.
Kết thúc mùa giải, anh ghi được tổng cộng 10 bàn thắng cho Hà Nội T&T và có tên trong đội hình tiêu biểu V.League 2011.

### Hà Nội ACB

#### 2012
Trước mùa giải 2012, anh là mục tiêu săn đón của hàng loạt câu lạc bộ lớn ở V.League cũng như hai câu lạc bộ nước ngoài là Muangthong United (Thái Lan) và Slavia Prague (Séc). Ngày 18 tháng 9 năm 2011, Hà Nội T&T đã xác nhận việc chia tay với Công Vinh sau khi hai bên không đạt được thỏa thuận gia hạn hợp đồng. Chỉ một ngày sau, Công Vinh bất ngờ cho biết anh sẽ tiếp tục ở lại Hà Nội T&T thêm 3 năm với khoản tiền lót tay không được tiết lộ. Quyết định này được đưa ra sau cuộc gặp giữa ông bầu Đỗ Quang Hiển của Hà Nội T&T với Công Vinh sáng 19 tháng 9, và hợp đồng giữa hai bên dự kiến sẽ được ký kết 1 tuần sau đó. Trước  Công Vinh khẳng định: "Sự nghiệp cầu thủ ngắn rất ngắn ngủi, tôi muốn sưu tập đủ những danh hiệu, còn tiền bạc chỉ là vấn đề phụ".
Tuy nhiên, đến ngày 22 tháng 9, Công Vinh một lần nữa gây sốc khi tuyên bố anh đã chính thức từ chối tái ký hợp đồng với Hà Nội T&T và sẽ về đầu quân cho Hà Nội ACB theo lời mời của bầu Kiên. Việc chuyển sang Hà Nội ACB được Vinh chia sẻ là do "trân trọng lời mời và mong muốn xây dựng đội bóng của bầu Kiên". Hợp đồng giữa anh và câu lạc bộ được ký kết vào chiều ngày 10 tháng 10 năm 2011 với thời hạn 3 năm và mức phí lót tay được cho là khoảng 14 tỷ đồng. Trong chương trình đối thoại Góc khuất của Bóng đá TV, Công Vinh đã tiết lộ một bí mật liên quan đến chuyện anh "bẻ kèo" từ Hà Nội T&T của bầu Hiển sang câu lạc bộ Hà Nội của bầu Kiên vào phút cuối là việc bầu Hiển đã can thiệp vào tình cảm của mình với ca sĩ Thủy Tiên.
Ngày 9 tháng 12 năm 2011, Công Vinh dính chấn thương sau pha va chạm với Danh Hoàng Tuấn trong một buổi tập của câu lạc bộ. Theo nhận định của các bác sĩ, anh phải nghỉ thi đấu ít nhất từ 3 tuần tới 1 tháng và sẽ không thể thi đấu ở những vòng đầu mùa giải.
Ngày 1 tháng 1 năm 2012, Công Vinh có trận đầu ở mùa giải khi gặp lại câu lạc bộ cũ Hà Nội T&T tại vòng 1 Giải bóng đá vô địch quốc gia. Trong trận này, Công Vinh không thể hiện được nhiều và phải rời sân bằng cáng sau pha va chạm với trung vệ Cristiano ở cuối hiệp 1. Trận đấu kết thúc với chiến thắng 1 - 0 của Hà Nội T&T sau pha lập công duy nhất của Cristiano. Ngày 19 tháng 2 năm 2012, ở vòng 6 Super League, Công Vinh có bàn thắng đầu tiên cho Hà Nội ACB từ một pha đá phạt trực tiếp, đồng thời anh cũng có đường chuyền dài giúp Timothy Anjembe ấn định tỉ số 2-1, hoàn tất cú lội ngược dòng trước TĐCS Đồng Tháp. Ngày 26 tháng 2 năm 2012, vòng 7 Super League, Công Vinh lại có bàn thắng thứ 2 cho câu lạc bộ sau đường chuyền dài của người đá cặp Timothy ở phút 24. Tuy vậy, câu lạc bộ Hà Nội vẫn bị SHB Đà Nẵng cầm hòa với tỉ số 3 - 3. Ngày 3 tháng 3 năm 2012, trên sân Thanh Hóa, Công Vinh lập một cú đúp và có 2 pha kiến tạo giúp Hà Nội giành chiến thắng 5-3 trước chủ nhà Thanh Hóa.Trong trận này, anh cũng lần đầu tiên được đeo băng đội trưởng của câu lạc bộ do đội trưởng Thành Lương bị treo giò trước đó vì đã nhận đủ 3 thẻ vàng.
Ngày 16 tháng 3, Công Vinh bị dính chấn thương cơ và phải sớm rời sân từ phút thứ 36 trong trận đấu sớm vòng 10 gặp Sông Lam Nghệ An. Sau khi được đi chụp chiếu, khám và siêu âm để biết chính xác mức độ chấn thương, Công Vinh cho biết anh chỉ bị căng cơ, giãn dây chằng háng và chỉ cần nghỉ ngơi khoảng 7-10 ngày là có thể thi đấu trở lại.
Dù thành tích chung của đội không quá khả quan và cá nhân Công Vinh cũng có nhiều mâu thuẫn với người đồng đội trên hàng công là Timothy Anjembe, nhưng bộ đôi này lại thi đấu khá ăn ý trên sân khi đã đem về tổng cộng 28 bàn thắng. Riêng Timothy trở thành vua phá lưới của giải với 17 pha lập công - không ít trong số đó đến từ những đường chuyền của Công Vinh.
Sau AFF Cup 2012, Công Vinh nhận được lời mời từ câu lạc bộ Sriwijaya, đương kim vô địch Indonesia Super League lúc đó, nhưng anh đã từ chối và quyết định ở lại cùng câu lạc bộ Hà Nội.

### Trở lại Sông Lam Nghệ An

#### 2013
Sau hơn bốn năm rời xa quê hương, tiền đạo Lê Công Vinh đã quyết định quay trở lại Sông Lam Nghệ An sau khi Hà Nội ACB giải thể do bầu Kiên vướng vòng lao lý. Trong lần tái ngộ này, Công Vinh đã từ chối nhã ý nhường chiếc áo số 9 của người đàn em - và cũng đang là đội trưởng ở thời điểm đó Nguyễn Trọng Hoàng - để mặc chiếc áo số 89.
Anh có bàn thắng đầu tiên cho câu lạc bộ cũ ngay trong trận đấu đầu tiên của mình trong cuộc đối đầu với Vicem Hải Phòng tại vòng 1 V.League (SLNA thắng 2-1).Sau đó anh tiếp tục tỏa sáng với cú đúp trước Becamex Bình Dương giúp đội nhà thắng nghẹt thở 3-2. Anh được bầu chọn là cầu thủ xuất sắc nhất V.League tháng 3.
Ngày 30 tháng 6 năm 2013, vòng đấu thứ 14 của V.League, anh trở thành cầu thủ Việt đầu tiên có 2 lần lập poker, nạn nhân lần này của Công Vinh là Đồng Tâm Long An trong trận thắng 8-0. Anh vươn lên dẫn đầu danh sách vua phá lưới với 12 bàn trong mùa này và 98 bàn trong 10 mùa giải, chỉ còn cách 2 bàn với cột mốc kỉ lục 100 bàn thắng tại V.League.
Mùa giải này, anh đã có tổng 14 bàn thắng tại V.League 2013, qua đó trở thành chân sút nội tốt nhất giải.

#### Cho mượn tại Consadole Sapporo
Ngày 22 tháng 7 năm 2013, anh chính thức chuyển sang chơi cho câu lạc bộ hạng nhì Nhật Bản Consadole Sapporo theo một bản hợp đồng cho mượn có thời hạn 4 tháng. Tại đây anh mặc áo số 19 và nhận được sự ủng hộ nhiệt tình từ các cổ động viên.
Công Vinh có tên trong danh sách đăng ký của đội trong các trận đấu gặp Yokohama FC và Gamba Okasa nhưng anh không được vào sân thi đấu một phút nào.
Ngày 21 tháng 8 năm 2013, anh có lần đầu tiên được ra sân cho Consadole Sapporo ở những phút cuối trong trận thắng 3-0 trước Ehime FC tại vòng đấu thứ 30. Công Vinh đã kịp để lại dấu ấn khi có 1 kiến tạo trong trận này từ tình huống đá phạt góc giúp đồng đội ấn định tỉ số chung cuộc. Đến ngày 7 tháng 9, Công Vinh lập cú đúp trong trận thắng 4-1 trước Hokkaido University tại vòng 2 Cúp Hoàng Đế.
Ngày 22 tháng 9, Lê Công Vinh được ra sân ngay từ đầu ở cuộc đối đầu với đối thủ V-Varen Nagasaki ở vòng đấu thứ 34. Ở phút thứ 16, Công Vinh đã ghi bàn mở tỷ số 1-0 cho đội chủ nhà. Mặc dù ở phút thứ 36, Công Vinh nhận thẻ vàng thứ 2 và phải rời sân nhưng bàn thắng này đã giúp cho Consadole Sapporo giành chiến thắng tối thiểu trước đối thủ.
Ngày 6 tháng 10, sau khi bỏ lỡ trận đấu gặp Roasso Kumamoto vì bị treo giò, Công Vinh được thi đấu trọn vẹn 90 phút trong trận thua 1-3 trước Thespakusatsu Gunma tại vòng 36.
Trận đấu cuối cùng của anh cho đội bóng Nhật Bản là vào ngày 24 tháng 11 năm 2013, trong trận gặp Giravanz Kitakyushu tại vòng đấu cuối cùng của J-League 2; anh được tung vào sân ở phút 70 thay cho tiền vệ Yosuke Mikami. Trận đấu kết thúc với không bàn thắng và Consadole bỏ lỡ cơ hội vào vòng play-off thăng hạng lên J.League 1 khi chỉ cán đích ở vị trí thứ 8/22.

#### 2014
Sau một mùa giải tương đối thành công trong màu áo Consadole Sapporo (có 4 bàn thắng, 2 kiến tạo sau 11 trận trên mọi đấu trường), đội bóng của Hokkaido ngỏ ý ký một bản hợp đồng 2 năm với Công Vinh với 240.000 USD (5 tỷ đồng) phí phá vỡ hợp đồng. Điều này khiến cho SLNA trở nên khó xử hơn bao giờ hết, nhưng sau cùng Công Vinh vẫn ở lại với SLNA. Sau sự ra đi của Nguyễn Trọng Hoàng đến Becamex Bình Dương, Công Vinh lại được khoác lên mình chiếc áo số 9 quen thuộc, đồng thời có lần đầu trở thành đội trưởng tại đội bóng quê nhà. Anh kết thúc mùa giải này với 9 bàn thắng sau 21 trận ở V.League và vẫn là chân sút số 1 của đội bóng,đáng chú ý là bàn thắng vào lưới Hải Phòng ngày 22 tháng 3 giúp anh trở thành cầu thủ đầu tiên trong lịch sử V.League cán mốc 100 bàn. Và một lần nữa, ước nguyện được giải nghệ trong màu áo SLNA của Công Vinh không thể trở thành hiện thực khi hai bên không thống nhất được các điều khoản hợp đồng (Công Vinh muốn 1 bản hợp đồng 3 năm trong khi SLNA chỉ đồng ý ký hợp đồng từng năm một).

### Becamex Bình Dương

#### 2015
Anh ký hợp đồng với Becamex Bình Dương vào ngày 16 tháng 10 năm 2014 với số áo 99, nhưng vì một vài lý do anh đã đổi sang số 28 (lại một lần nữa Trọng Hoàng nắm giữ chiếc áo số 9 ưa thích của anh). Giá trị của bản hợp đồng không được tiết lộ, nhưng nguồn tin từ hậu trường cho biết Công Vinh được nhận 7 tỷ đồng tiền lót tay và hưởng mức lương 40 triệu đồng/tháng (trước đó anh đã từ chối ký hợp đồng 3 năm với các câu lạc bộ nước ngoài như Consadole Sapporo của Nhật Bản và Suwon Samsung Bluewings của Hàn Quốc với mức lương 20.000 USD/tháng). Tuy nhiên, dưới thời huấn luyện viên Lê Thụy Hải, Công Vinh thường xuyên phải ngồi dự bị ở Bình Dương, mặc dù sức khỏe và phong độ rất tốt. Xuyên suốt hai giải đấu V.League và AFC Champions League, Công Vinh chỉ mới được hai lần ra sân đá chính và ghi 1 bàn thắng trong trận Bình Dương thắng XSKT Cần Thơ 3-1.
Sau khi huấn luyện viên Lê Thụy Hải rời Bình Dương, Công Vinh ngay lập tức được huấn luyện viên Nguyễn Thanh Sơn xếp đá chính trong trận tiếp Hải Phòng ở vòng 11 V.League ngày 27 tháng 4 năm 2015 trên sân nhà, ghi 1 bàn thắng nhưng không được công nhận. Sau đó, Công Vinh được đá chính ở lượt đấu cuối cùng bảng E, AFC Champions League 2015 và ghi bàn giúp Bình Dương thắng 1-0 trước đại diện đến từ Nhật Bản Kashiwa Reysol. Ở Becamex Bình Dương, Công Vinh thường được bố trí chơi như tiền vệ cánh trái trong sơ đồ 4-4-2 do anh khó lòng có thể cạnh tranh với các ngoại binh có lợi thế hơn Vinh về thể lực, thể hình và tuổi tác như Abass và Nsi cho một suất tiền đạo còn lại, bởi vị trí của đội trưởng Nguyễn Anh Đức khi đó gần như là bất khả xâm phạm.
Và cũng chính tại Becamex Bình Dương, Công Vinh có lần đầu được chạm tay vào chức vô địch V.League (trước đó vào mùa giải 2010, Hà Nội T&T đã lên ngôi nhưng Công Vinh phải ngồi ngoài gần như cả giải do chấn thương). Ở mặt trận Cúp Quốc gia, Công Vinh cũng đóng góp 1 bàn thắng và 1 kiến tạo trong trận chung kết giúp đội chủ sân Gò Đậu đánh bại Hà Nội T&T với tỉ số 4-2, qua đó giúp Becamex Bình Dương lần đầu đoạt Cúp Quốc gia trong lịch sử. Công Vinh kết thúc mùa giải này với 7 bàn thắng trên mọi đấu trường.

#### 2016
Công Vinh khởi đầu mùa giải trong trận tranh Siêu cúp Quốc gia 2015 với Hà Nội T&T, trận đấu mà Becamex Bình Dương giành chiến thắng 2-0 nhờ cú đúp của tiền đạo đội trưởng Anh Đức qua đó hoàn thành cú ăn ba Quốc nội (Becamex Bình Dương cũng là đội bóng Việt Nam đầu tiên làm được điều này), trận này Công Vinh bị thay ra ở những phút bù giờ bởi Nguyễn Trọng Huy. Mùa giải này Công Vinh vẫn chiếm cho mình một suất đá chính tại câu lạc bộ dù anh ít khi được đá ở vị trí tiền đạo sở trường.
Ngày 7 tháng 8, Công Vinh ghi bàn thắng duy nhất cho Becamex Bình Dương trong trận thua 1-3 trước Hải Phòng, đây cũng là bàn thắng thứ 117 tại V.League, đồng thời là bàn thắng cuối cùng của Công Vinh tại cấp câu lạc bộ, biến anh trở thành chân sút nội vĩ đại nhất trong lịch sử V.League.
Ngày 18 tháng 9, Công Vinh có trận đấu cuối cùng cho Becamex Bình Dương trong trận hòa 0-0 với XSKT Cần Thơ trên sân khách tại vòng đấu cuối cùng. Công Vinh kết thúc mùa giải với 7 bàn thắng trên mọi đấu trường - 5 bàn tại V.League, 1 bàn ở cúp Quốc gia và 1 bàn tại AFC Champions League, anh cùng Bình Dương cán đích ở vị trí thứ 9 tại V.League. Kết thúc mùa giải, anh cùng Trọng Hoàng, Đình Luật và Âu Văn Hoàn nói lời chia tay đội bóng. Sau AFF Suzuki Cup 2016, Công Vinh tuyên bố giải nghệ.

## Sự nghiệp quốc tế

### Thời gian đầu
Năm 2002, Công Vinh lần đầu được gọi vào đội tuyển U-18 quốc gia dưới sự dẫn dắt của huấn luyện viên Nguyễn Văn Thịnh. Ở các đội trẻ, anh từng là đội trưởng đội U-20 Việt Nam thi đấu tại giải U-20 châu Á năm 2002 và U-23 Việt Nam thi đấu tại SEA Games 24.
Năm 2003, thành công đã đến với Vinh khi anh được huấn luyện viên Alfred Riedl gọi bổ sung vào danh sách đội tuyển U-23 tham dự SEA Games 22. Tuy nhiên, giải đấu này Vinh không có nhiều cơ hội ra sân khi anh chỉ được chơi 15 phút cuối trận gặp Thái Lan, 20 phút trận gặp Indonesia, và chỉ thi đấu trọn vẹn và ghi bàn duy nhất trong trận gặp Lào. Ở giải đấu đó, anh chỉ là sự lựa chọn số 4 sau Phạm Văn Quyến, Phan Thanh Bình và Hoàng Phúc Lâm. Sau khi huấn luyện viên Edson Tavares tới dẫn dắt đội tuyển Việt Nam, Công Vinh lập tức có vị trí trong đội tuyển sau những màn trình diễn thành công trong màu áo câu lạc bộ. Với 8 bàn thắng sau ba kỳ SEA Games 22, 23 và 24, Công Vinh đứng thứ 2 trong số các cầu thủ Việt Nam ghi nhiều bàn thắng nhất tại sân chơi này, xếp sau người đồng hương Phạm Văn Quyến với 9 bàn thắng.
Ngày 9 tháng 6 năm 2004, Công Vinh có lần đầu ra mắt đội tuyển quốc gia trong trận thua 0-2 trước đội tuyển Hàn Quốc tại Daejeon, thuộc khuôn khổ vòng loại World Cup 2006. Cùng năm, Công Vinh đã có bàn thắng đầu tiên ngay trong lần thứ hai khoác áo đội tuyển khi lập một cú đúp trong chiến thắng 5-0 trước Myanmar tại giải giao hữu LG Cup. Kể từ đó, cái tên Công Vinh luôn là trụ cột không thể thay thế của "Những Chiến binh Sao Vàng" cho đến ngày anh tuyên bố giải nghệ.
AFF Cup 2004 là giải đấu chính thức đầu tiên của Công Vinh trong màu áo đội tuyển, anh được huấn luyện viên Tavares bố trí chơi ở tiền đạo cánh trái trong sơ đồ 4-3-3 và đã ghi được 4 bàn thắng, trong đó có 1 cú hat-trick trong trận gặp Campuchia. Tuy vậy, toàn đội đã phải dừng bước ngay từ vòng bảng khi chỉ đứng thứ ba bảng A sau Indonesia và Singapore.
Năm 2006, trong màu áo Olympic Việt Nam, anh trở thành cầu thủ Việt Nam đầu tiên ghi bàn tại một kỳ Á vận hội kể từ năm 1966, với bàn thắng trong trận gặp Bahrain tại nội dung bóng đá nam tổ chức ở Qatar.

### AFF Cup 2007
Công Vinh cùng các đồng đội rơi vào bảng B với các đối thủ Singapore, Indonesia và Lào. Tại vòng bảng, Công Vinh đóng góp 1 cú hat-trick trong trận gặp Lào, giúp đội tuyển Việt Nam xếp thứ 2 sau Singapore; tuy nhiên Việt Nam đã không thể làm nên bất ngờ trước Thái Lan khi chịu thất bại với tổng tỉ số 0-2 sau hai lượt trận, trong đó có trận thua 0-2 ở lượt đi trên sân Mỹ Đình.

### Asian Cup 2007
Ở Asian Cup 2007, trong trận mở màn của đội tuyển Việt Nam gặp UAE, Công Vinh thực hiện cú lốp bóng kĩ thuật qua đầu thủ môn đối phương để ấn định chiến thắng 2-0 cho Việt Nam. Vượt qua vòng bảng với vị trí thứ 2 (hòa Qatar 1-1 và thua Nhật Bản 1-4) và có lần đầu tiên lọt vào vòng tứ kết của giải đấu lớn nhất châu Á, Việt Nam chỉ chịu dừng bước trước Iraq với tỉ số 0-2 tại tứ kết - đội đã lên ngôi vô địch ở giải đấu năm đó.

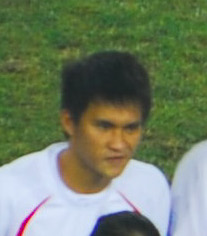
Lê Công Vinh trong màu áo đội tuyển Việt Nam trước trận chung kết lượt về AFF Cup 2008 với Thái Lan vào ngày 28 tháng 12 năm 2008, tại sân vận động Quốc gia Mỹ Đình.

Công Vinh được huấn luyện viên Henrique Calisto triệu tập vào danh sách đội tuyển tham dự AFF 2008. Ở các trận đấu vòng bảng, Công Vinh chơi không thật sự ấn tượng, không ghi được một bàn nào dù luôn được huấn luyện viên tin tưởng và đảm bảo cho một suất đá chính. Cho đến trận bán kết gặp Singapore trên sân khách, từ đường chọc khe của Lê Tấn Tài, Công Vinh bứt tốc từ cánh trái và thực hiện một pha căng ngang để Nguyễn Quang Hải ghi bàn duy nhất của trận đấu ấn định tổng tỉ số 1-0 sau hai lượt trận và đưa Việt Nam vào chung kết gặp Thái Lan. Ở trận chung kết lượt đi tại Thái Lan, Công Vinh ghi bàn thắng nâng tỉ số lên 2-0 cho đội tuyển Việt Nam từ đường chuyền của Nguyễn Việt Thắng sau khi Nguyễn Vũ Phong ghi bàn mở tỉ số. Trận đấu kết thúc với tỉ số 2-1 cho Việt Nam . Trong trận lượt về ở Việt Nam, khi Việt Nam đang bị dẫn 1-0 do bàn thắng của Dangda ở hiệp một (phút 21), Công Vinh thực hiện cú đánh đầu ngược tung lưới Thái Lan từ một quả đá phạt hàng rào của Nguyễn Minh Phương vào đúng giây cuối cùng của thời gian đá bù giờ quá 3 phút ở hiệp hai (phút 90+4), giúp đội tuyển Việt Nam lên ngôi vô địch Đông Nam Á lần đầu tiên với tổng tỉ số sau hai lượt trận là 3-2.

### Vắng mặt tại AFF Cup 2010
Trở về từ Bồ Đào Nha sau khi chữa trị chấn thương dây chằng đầu gối, Công Vinh vẫn được huấn luyện viên Calisto triệu tập vào đội tuyển Việt Nam. Tuy vậy, sau một thời gian tập trung cùng đội tuyển, Công Vinh đã phải nói lời chia tay do chấn thương của anh vẫn chưa hoàn toàn bình phục. Về lý do xin rút lui, anh cho biết: "Tôi không thể kịp bình phục để chơi bóng hiệu quả và nếu vào sân, tôi sẽ là gánh nặng cho đồng đội. (...) Một điều tế nhị là tôi hay đi tập thêm, về muộn nên nhiều hôm anh em vẫn đợi cơm. Thật là khó nghĩ".

### Quay lại đội tuyển
Sau một thời gian dài vắng mặt vì chấn thương, Công Vinh đã được triệu tập trở lại đội tuyển quốc gia để chuẩn bị cho vòng sơ loại World Cup 2014 gặp Ma Cao. Trong trận đấu lượt đi trên sân Thống Nhất, Công Vinh đã lập 1 hat-trick ngay trong hiệp một giúp cho Đội tuyển Việt Nam giành chiến thắng 6-0. Ở trận lượt về trên sân vận động Ma Cao ngày 3 tháng 7 năm 2011, anh tiếp tục ghi thêm 4 bàn giúp Việt Nam giành chiến thắng 7-1 và lọt vào vòng loại thứ 2 giải vô địch bóng đá thế giới 2014. Bàn thắng thứ hai của Công Vinh (nâng tỉ số lên 4-1) trong trận đấu này cũng giúp anh có bàn thắng thứ 29 cho đội tuyển, vượt qua kỷ lục 28 bàn của Lê Huỳnh Đức để trở thành cầu thủ có nhiều bàn thắng nhất cho Đội tuyển Việt Nam.
Anh trở lại đội tuyển Việt Nam để thi đấu gặp Arsenal sau AFF Suzuki Cup 2012.

### AFF Cup 2012
Anh được huấn luyện viên Phan Thanh Hùng triệu tập để tham dự AFF Suzuki Cup 2012 tại Malaysia và Thái Lan. Tuy nhiên, đây được coi là kỳ AFF Cup tệ hại nhất trong lịch sử đội tuyển quốc gia khi phải dừng bước ngay tại vòng bảng với chỉ 1 điểm, trong đó đội hòa Myanmar, thua Philippines và Thái Lan nhưng may mắn xếp trên Myanmar nhờ hơn hiệu số bàn thắng và không phải đá play-off AFF Cup 2014. Công Vinh gây thất vọng khi không ghi được bàn thắng nào tại giải lần này khi và đều bị thay ra từ giữa hiệp 2 để nhường chỗ cho Nguyễn Quang Hải, anh cũng không thể ra sân ở trận gặp Thái Lan do chấn thương vai. Nguyên nhân chính được cho là nội bộ của ban huấn luyện khi ấy không thực sự gắn kết khi xảy ra mâu thuẫn giữa huấn luyện viên trưởng Phan Thanh Hùng và trợ lý Hoàng Anh Tuấn khi có một số thông tin cho rằng các thành viên trong ban huấn luyện đã cố tình o bế cho cầu thủ con cưng của mình ở câu lạc bộ.

### AFF Cup 2014
Ngày 22 tháng 8 năm 2014, Lê Công Vinh được huấn luyện viên Miura Toshiya triệu tập để tham dự AFF Suzuki Cup 2014, phần lớn thời gian anh được đeo băng thủ quân khi đội trưởng Lê Tấn Tài không được ra sân nhiều. Tại giải đấu này, anh đã ghi được 4 bàn thắng, trong đó có 1 bàn vào lưới Indonesia, 1 bàn vào lưới Lào và 1 cú đúp vào lưới Malaysia và trở thành cầu thủ Việt Nam có tổng bàn thắng ghi tại các kỳ AFF Cup đứng thứ 2 với 13 bàn (sau Lê Huỳnh Đức với 14 bàn), tính cả khi giải đấu mang tên Tiger Cup. Tuy nhiên, đội tuyển Việt Nam đã phải dừng bước ở bán kết AFF Cup 2014 sau khi để thua Malaysia với tỉ số 2-4 ở trận bán kết lượt về (Malaysia thắng chung cuộc 5-4 sau hai lượt trận).
Ngày 3 tháng 6 năm 2016, trong trận giao hữu với Hong Kong, Công Vinh đã có lần thứ 74 khoác áo Đội tuyển quốc gia, phá kỷ lục cầu thủ ra sân nhiều nhất cho đội tuyển khi ấy đang được nắm giữ bởi cựu tiền vệ Nguyễn Minh Phương (hiện tại Minh Phương đứng thứ ba trong danh sách cầu thủ ra sân nhiều nhất cho đội tuyển với 73 trận, xếp sau Phạm Thành Lương với 78 trận và Lê Công Vinh với 83 trận).

### AFF Cup 2016 và giải nghệ
Ngày 19 tháng 11 năm 2016, Lê Công Vinh được huấn luyện viên Nguyễn Hữu Thắng triệu tập để tham dự AFF Suzuki Cup 2016, cũng là giải đấu cuối cùng trong sự nghiệp của anh. Trong trận đấu mở màn của bảng B gặp đội chủ nhà Myanmar, anh đã đánh dấu bàn thắng thứ 50 trong sự nghiệp của mình, giúp đội tuyển Việt Nam vượt qua đối thủ với tỉ số 2-1. Ngày 26 tháng 11 năm 2016, trong trận đấu cuối cùng của bảng B gặp đối thủ Campuchia, Lê Công Vinh ghi bàn thắng mở tỉ số trận đấu, giúp Việt Nam đánh bại đối thủ với tỉ số 2-1. Kết quả đó giúp đội tuyển Việt Nam củng cố vị trí nhất bảng B với 3 trận toàn thắng và lọt vào bán kết gặp đội tuyển Indonesia.
Trận đấu cuối cùng trong màu áo đội tuyển quốc gia của Lê Công Vinh là trận bán kết lượt về AFF Cup 2016 gặp đội tuyển Indonesia vào ngày 7 tháng 12 năm 2016, trận đấu mà đội tuyển Việt Nam hòa đối thủ 2-2 trong suốt 120 phút thi đấu chính thức, tuy nhiên đội tuyển Việt Nam lần thứ hai liên tiếp phải dừng bước ở bán kết sau khi để thua chung cuộc với tổng tỉ số 3-4 sau lượt trận (lượt đi Việt Nam thua Indonesia 1-2). Sau giải đấu đó, Công Vinh chính thức giải nghệ (thay vì chỉ giã từ sự nghiệp thi đấu quốc tế và thi đấu thêm 1 mùa giải cho 1 câu lạc bộ ở Thái Lan như dự kiến ban đầu), tổng cộng anh đã thi đấu 83 trận chính thức và ghi được 51 bàn thắng.

## Phong cách thi đấu
Công Vinh là mẫu tiền đạo thiên về tốc độ, điểm mạnh của Vinh chính là khả năng bứt tốc ở cự ly ngắn và trung bình nhờ sức rướn tốt, anh là một trong những cầu thủ nhanh nhất Việt Nam trong thế hệ của mình. Công Vinh đồng thời cũng sở hữu những cú sút có lực căng và mạnh, anh còn có khả năng không chiến tốt dù chỉ cao 1m72. Bên cạnh đó, Công Vinh còn là một cầu thủ đáng tin cậy khi đứng trước những tình huống bóng chết.
Được xem như là một trong những cầu thủ tấn công toàn diện nhất Đông Nam Á nói chung và Việt Nam nói riêng, bên cạnh vị trí tiền đạo lùi sở trường, Công Vinh còn có thể chơi tốt ở cả vị trí chạy cánh trái lẫn tiền đạo cắm nhờ những thế mạnh trong về mặt dứt điểm, tốc độ cũng như chọn vị trí.
Do thể hình mỏng, nên điểm trừ trong lối chơi của Công Vinh là anh không thể thi đấu độc lập trong những sơ đồ 1 tiền đạo mà màn trình diễn thất vọng của Công Vinh ở AFF Cup 2012 là ví dụ rõ ràng nhất khi huấn luyện viên Phan Thanh Hùng cố xếp anh đá cao nhất trong sơ đồ 4-2-3-1 của ông.
Và vì bản thân là một tiền đạo lùi nên anh thường phát huy được hết khả năng khi được đá cặp cùng 1 trung phong cao to khác để làm tường như Nguyễn Việt Thắng ở Đội tuyển Quốc gia, Opara ở Sông Lam Nghệ An, Gonzalo ở Hà Nội T&T hay Timothy Anjembe ở Hà Nội ACB bởi Công Vinh có thói quen hoạt động rộng. Bình luận viên Quang Huy cũng nhận định rằng lối đá thiên về tốc độ của Công Vinh có nét tương đồng với cựu tiền đạo Michael Owen khi anh cực kỳ ưa thích những đường chuyền từ tuyến dưới để bứt tốc lên tìm kiếm cơ hội. Sau khi đứt dây chằng vào năm 2010, lối chơi của Công Vinh có phần đơn giản hơn khi phần lớn các bàn thắng của anh đến từ các pha chọn vị trí và dứt điểm 1 chạm.
Công Vinh từng tiết lộ cầu thủ yêu thích của anh là Luís Figo còn lối chơi thì chịu ảnh hưởng từ Thierry Henry, nên lối tấn công ưa thích của anh cũng là xâm nhập vòng cấm từ 2 cánh (đa phần là cánh trái) để tạo cơ hội cho đồng đội hay tự mình dứt điểm.

## Thống kê sự nghiệp

### Sự nghiệp câu lạc bộ
| Câu lạc bộ               | Mùa giải       | Giải đấu       | Giải đấu | Giải đấu | Cúp quốc gia | Cúp quốc gia | Châu lục | Châu lục | Khác | Khác | Tổng cộng | Tổng cộng |
| Câu lạc bộ               | Mùa giải       | Hạng           | Trận     | Bàn      | Trận         | Bàn          | Trận     | Bàn      | Trận | Bàn  | Trận      | Bàn       |
| ------------------------ | -------------- | -------------- | -------- | -------- | ------------ | ------------ | -------- | -------- | ---- | ---- | --------- | --------- |
| Sông Lam Nghệ An         | 2004           | V.League 1     |          | 11       |              | 5            | —        | —        | —    | —    | 22        | 16        |
| Sông Lam Nghệ An         | 2005           | V.League 1     |          | 7        |              | 0            | —        | —        | —    | —    |           | 7         |
| Sông Lam Nghệ An         | 2006           | V.League 1     |          | 10       |              | 2            | —        | —        | —    | —    |           | 12        |
| Sông Lam Nghệ An         | 2007           | V.League 1     |          | 10       |              | 2            | —        | —        | —    | —    |           | 12        |
| Sông Lam Nghệ An         | 2008           | V.League 1     |          | 11       |              | 0            | —        | —        | —    | —    |           | 11        |
| Sông Lam Nghệ An         | Tổng cộng      | Tổng cộng      | 61       | 49       |              | 9            | 0        | 0        | 0    | 0    |           | 58        |
| Leixões SC (mượn)        | 2009           | Primeira Liga  | 2        | 0        | 1            | 1            | —        | —        | —    | —    | 3         | 1         |
| Hà Nội T&T               | 2009           | V.League 1     | 14       | 14       |              | 0            | —        | —        | —    | —    |           | 14        |
| Hà Nội T&T               | 2010           | V.League 1     | 6        | 1        | 1            | 2            | —        | —        | —    | —    | 7         | 3         |
| Hà Nội T&T               | 2011           | V.League 1     | 20       | 10       | 1            | 0            | 2        | 0        | 0    | 0    | 23        | 10        |
| Hà Nội T&T               | Tổng cộng      | Tổng cộng      | 40       | 25       |              | 2            | 2        | 0        | 0    | 0    |           | 27        |
| Hà Nội ACB               | 2012           | V.League 1     | 23       | 11       |              | 0            |          |          | —    | —    |           | 11        |
| Sông Lam Nghệ An         | 2013           | V.League 1     | 14       | 13       | 0            | 0            | —        | —        | —    | —    | 14        | 13        |
| Sông Lam Nghệ An         | 2014           | V.League 1     | 21       | 9        | 0            | 0            | —        | —        | —    | —    | 21        | 9         |
| Sông Lam Nghệ An         | Tổng cộng      | Tổng cộng      | 35       | 22       | 0            | 0            | 0        | 0        | 0    | 0    | 35        | 22        |
| Consadole Sapporo (mượn) | 2013           | J2 League      | 9        | 2        | 2            | 2            | —        | —        | —    | —    | 11        | 4         |
| Becamex Bình Dương       | 2015           | V.League 1     | 20       | 4        | 4            | 2            | 4        | 1        | 0    | 0    | 28        | 7         |
| Becamex Bình Dương       | 2016           | V.League 1     | 22       | 5        | 3            | 1            | 4        | 1        | 1    | 0    | 30        | 7         |
| Becamex Bình Dương       | Tổng cộng      | Tổng cộng      | 42       | 9        | 7            | 3            | 8        | 2        | 1    | 0    | 58        | 14        |
| Tổng sự nghiệp           | Tổng sự nghiệp | Tổng sự nghiệp | 213      | 119      |              | 17           | 10       | 2        | 1    | 0    |           | 137       |

1. ↑  Số trận ra sân tại AFC Cup
2. 1 2  Số trận ra sân tại AFC Champions League
3. ↑  Ra sân tại Siêu cúp Quốc gia

### Sự nghiệp quốc tế
| Năm       | Ra sân | Bàn thắng |
| --------- | ------ | --------- |
| 2004      | 10     | 7         |
| 2005      | 0      | 0         |
| 2006      | 3      | 2         |
| 2007      | 13     | 7         |
| 2008      | 13     | 6         |
| 2009      | 3      | 1         |
| 2010      | 1      | 1         |
| 2011      | 5      | 7         |
| 2012      | 7      | 1         |
| 2013      | 1      | 0         |
| 2014      | 9      | 8         |
| 2015      | 5      | 1         |
| 2016      | 13     | 10        |
| Tổng cộng | 83*    | 51        |

*Không bao gồm các trận giao hữu không chính thức.

## Cuộc sống cá nhân
Lê Công Vinh có vợ là ca sĩ Thủy Tiên. Hai người gặp nhau lần đầu vào ngày 2 tháng 1 năm 2009, khi cùng tham gia buổi chụp hình cho một tạp chí tuổi teen, chỉ 4 ngày sau khi anh cùng đội tuyển Việt Nam vô địch AFF Suzuki Cup 2008. Đây cũng là ngày sinh nhật con gái đầu lòng của hai người (bé Lê Trần Diễm Quỳnh, tên thường gọi là Bánh Gạo, sinh ngày 2 tháng 1 năm 2013), và đến cuối năm, trước khi Công Vinh lên đường sang Bồ Đào Nha để đầu quân cho Leixões, cả hai đã chính thức công khai với truyền thông rằng họ đang hẹn hò. Thông tin này được đăng tải độc quyền trên tờ Sài Gòn Giải Phóng bởi nhà báo Đỗ Tuấn.
Lễ đính hôn của 2 người đã được tổ chức vào ngày 4 tháng 11 năm 2011 tại thành phố Rạch Giá (Kiên Giang) - quê hương của Thủy Tiên. Thủy Tiên đã chính thức cử hành hôn lễ với cầu thủ Công Vinh ngày 27 tháng 12 năm 2014 sau gần 6 năm hẹn hò, cô cũng đã cho ra mắt ca khúc "Happy Wedding (Chỉ Cần Anh Thôi)" trong dịp đặc biệt này. Cả hai làm lễ Hằng thuận tại chùa và trong tiệc cưới chỉ đãi món chay.
Tháng 3 năm 2016, Công Vinh xuất hiện với vai trò cameo trong bộ phim điện ảnh "Vợ ơi... em ở đâu?", dự án đầu tay của Thủy Tiên với vai trò sản xuất.
Tháng 1 năm 2017, Công Vinh nhận lời làm Quyền chủ tịch câu lạc bộ Thành phố Hồ Chí Minh và đã có những dấu ấn đáng kể khi đưa về nhiều cầu thủ như Trần Phi Sơn, Sầm Ngọc Đức, Huỳnh Quang Thanh, Nguyễn Thanh Diệp, Nguyễn Hải Anh, Vũ Ngọc Thịnh, Văn Thuận, Gonzalo... và huấn luyện viên Toshiya Miura. Nhưng đến tháng 5 năm 2018, anh bất ngờ tuyên bố từ chức sau khi bất đồng quan điểm với ban lãnh đạo câu lạc bộ, và huấn luyện viên Nguyễn Hữu Thắng được chọn để thay thế Công Vinh.
Tháng 11 năm 2017, Lê Công Vinh xuất hiện trong đội hình "Vietnam Legend" của tựa game FIFA Online 3 cùng với 8 danh thủ khác bao gồm Dương Hồng Sơn, Vũ Như Thành, Lê Phước Tứ, Nguyễn Minh Phương, Phan Văn Tài Em, Lê Tấn Tài, Phạm Thành Lương và Phạm Văn Quyến.
Vào ngày 16 tháng 6 năm 2018 Công Vinh chính thức ra mắt Học viện Bóng đá CV9 (CV9 Academy) của chính anh tại đại học RMIT TP.HCM. Ngoài địa điểm chính tại đây, CV9 Academy còn có thêm 2 cơ sở tại Bình Thạnh (Sài Gòn Pearl) và quận 2 (khu đô thị Sala). Cộng tác với học viện có các cựu tuyển thủ Quốc gia như Huỳnh Quang Thanh hay Lê Sỹ Mạnh.
Năm 2019, Công Vinh có lần đầu thử sức bản thân với vai trò MC trong chương trình "Thứ 9 Ngoại Hạng" trên K+, xuất hiện cùng với các khách mời có kiến thức chuyên môn như các nhà báo Trần Minh, Trần Hải hay các cựu danh thủ Minh Phương, Phan Thanh Bình, Việt Thắng, Ngọc Châm. Số đầu tiên được phát sóng ngày 12 tháng 8 năm 2019.
Tháng 3 năm 2020, Lê Công Vinh đã được Liên đoàn bóng đá châu Á (AFC) bình chọn là 1 trong 5 huyền thoại của bóng đá Đông Nam Á cùng với Kiatisuk Senamuang (Thái Lan), Neil Etheridge (Philippines), Soh Chin Aun (Malaysia) và Bambang Pamungkas (Indonesia)..

## Tranh cãi

### "Vái lạy" trọng tài Vũ Bảo Linh
Ngày 21 tháng 3 năm 2010, trong trận đấu giữa Hà Nội T&T và TĐCS Đồng Tháp thuộc vòng 6 V.League 2010 trên sân Cao Lãnh, do bất bình với quyết định của trọng tài, Công Vinh đã có hành động "vái lạy" trọng tài chính Vũ Bảo Linh để rồi phải nhận thẻ vàng. Sau trận đấu, Công Vinh đã chủ động xin lỗi nhưng vẫn bị Ban kỷ luật của VFF phạt anh treo giò 6 trận và 10 triệu đồng (sau được giảm xuống còn 3 trận), thậm chí còn có một số tin đồn rằng Công Vinh dọa giải nghệ sau khi nhận án phạt khiến anh phải đính chính nhiều lần. Ban lãnh đạo Hà Nội T&T cũng đã tước đi băng đội trưởng của anh sau trận đấu đó.

### Ra mắt tự truyện
Ngày 23 tháng 5 năm 2018, Công Vinh cùng với sự chấp bút của nhà báo Trần Minh đã cho ra mắt cuốn tự truyện "Lê Công Vinh: Phút 89" và đã gây nên nhiều tranh cãi trong giới Bóng đá Việt khi Công Vinh đưa vào đó một số chi tiết như Tấn Tài không chịu chuyền bóng cho mình, huấn luyện viên Riedl hiếm khi sử dụng anh hay mâu thuẫn với những người đi trước như Lê Huỳnh Đức hay huấn luyện viên Lê Thụy Hải. Nhiều nhân vật được đề cập trong cuốn tự truyện tỏ ra bất bình, cho rằng Công Vinh dựng chuyện, thậm chí tuyên bố "từ mặt" anh.

### Xuất hiện hình ảnh trên trang web cá cược
Đầu tháng 6 năm 2021, Công Vinh xuất hiện trong 2 video quảng cáo cho một ứng dụng "xem bóng đá" trực tuyến BK8. Thực chất, đây là ứng dụng cá cược trái pháp luật. Đại diện của Công Vinh sau đó đã lên tiếng xác nhận cựu đội trưởng Đội tuyển Việt Nam chính là người trong video đó, đồng thời cho biết: "Họ cam kết chỉ là ứng dụng xem TV online và có tên miền hoàn toàn khác, không liên quan đến cá cược. Tuy nhiên, chúng tôi nhận được tin các trang web cá cược đang dùng hình ảnh Công Vinh trái phép. Phía Công Vinh đã liên hệ xử lý từ tuần trước nhưng không nhận được phản hồi. Chúng tôi đang thu thập chứng cứ và nhờ luật sư làm việc".
Công Vinh sau đó cũng gửi lời xin lỗi đến mọi người, đồng thời tuyên bố từ nay về sau sẽ không bao giờ nhận đại diện hình ảnh hay quảng cáo cho bất kỳ ứng dụng về bóng đá nào cả. Công Vinh nhấn mạnh: "Cá cược là một hành vi xấu, biến chúng ta trở thành một con người xấu gây ảnh hưởng cộng đồng và xã hội. Hành động trái pháp luật này cần lên án mạnh mẽ. Vinh mong mọi người sáng suốt tránh đi vào con đường của những tấm gương xấu".

## Danh hiệu

#### U-23 Việt Nam
Huy chương Bạc SEA Games: 2003, 2005

#### Việt Nam
- AFF Cup: 2008

#### Hà Nội T&T
- V.League 1: 2010
- Siêu cúp Quốc gia: 2010

#### Becamex Bình Dương
- V.League 1: 2015
- Cúp Quốc gia: 2015
- Siêu cúp Quốc gia: 2015

#### Cá nhân
- Vua phá lưới Giải vô địch U-21 Quốc gia: 2003
- Quả bóng vàng Việt Nam: 2004, 2006, 2007
- Vua phá lưới Cúp Quốc gia: 2004
- Cầu thủ xuất sắc nhất V.League 1: 2006, 2007
- Vua phá lưới nội V.League 1: 2006, 2007, 2009, 2011 (với Hoàng Đình Tùng), 2013
- Đội hình tiêu biểu V.League 1: 2006, 2007, 2009, 2011, 2013